# 埃默尔斯豪森
埃默尔斯豪森（德語：Emmelshausen，發音：[ɛml̩sˈhaʊzn̩]）是德国莱茵兰-普法尔茨州莱茵-洪斯吕克县的城市，面积8.05平方千米，2023年12月31日人口为4,951人。

## 友好城市
- 法國 吕济（1985年）